# Ladutjärnen (Piteå socken, Norrbotten)
Ladutjärnen är en sjö i Piteå kommun i Norrbotten och ingår i Byskeälvens huvudavrinningsområde. Sjöns area är 0,033 kvadratkilometer och den är belägen 400 meter över havet.